# Zamarada rupta
Zamarada rupta är en fjärilsart som beskrevs av Fletcher 1974. Zamarada rupta ingår i släktet Zamarada och familjen mätare. Inga underarter finns listade i Catalogue of Life.